# Kritik der reinen Vernunft
De Kritik der reinen Vernunft (Kritiek van de zuivere rede) is het hoofdwerk van de Duitse filosoof Immanuel Kant. Hij schreef het op 57-jarige leeftijd in 1781. Met de Kritik der reinen Vernunft wilde Kant de grote filosofische tegenstelling uit zijn tijd te boven komen: aan de ene kant de empiristen zoals Hume en aan de andere kant de rationalisten zoals Descartes. Verder wilde hij verklaren hoe Newton onveranderlijke natuurwetten uit veranderlijke waarnemingen wist af te leiden. Hume had aangetoond dat dat niet kon.

## Opbouw
De Kritiek van de zuivere rede valt uiteen in twee delen: de transcendentale basisleer, het hoofddeel, en de veel kortere methodeleer. De basisleer valt uiteen in drie delen, de esthetica – veruit de kortste van de drie –, de analytica en de dialectiek. De analytica en de dialectiek vormen samen de transcendentale logica maar hebben geen gemeenschappelijke inhoud.

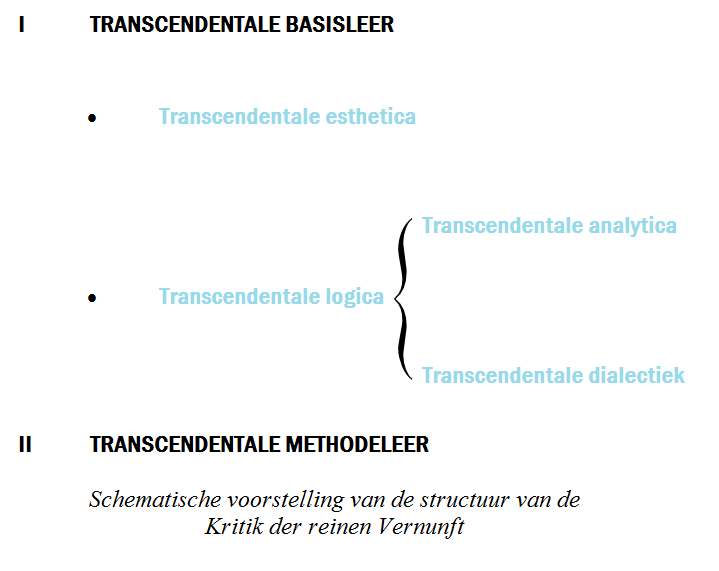

In de esthetica behandelt Kant ruimte en tijd. Deze zijn, volgens Kant, de vormen waarin al onze waarneming plaatsvindt. Tijd en ruimte zijn vormen van onze zintuiglijkheid.
Nadat Kant de zintuiglijkheid in de esthetica behandeld heeft, onderzoekt Kant in de analytica het verstand.
In de dialectiek worden voornamelijk oude filosofische ideeën weerlegd. Kant betoogt dat onze kennis nooit de ervaring kan overstijgen. Bewijzen voor het bestaan van God en de onsterfelijkheid van de ziel worden uitgebreid weerlegd.

## Inhoud

### Doel van de Kritiek
Wanneer Kant het woord "zuiver" gebruikt bedoelt hij dat het niet "bevuild" is met ervaring.
De Kritiek van de zuivere rede is een onderzoek naar welke zuivere kennis – kennis die we niet uit de ervaring halen – ons menselijk verstand bezit. Zuivere kennis is zekere, van de ervaring onafhankelijke kennis.
Zulke zuivere kennis noemt Kant kennis a priori (voorafgaand), in tegenstelling tot empirische, uit de ervaring stammende kennis a posteriori (achteraf). Zuivere wiskunde is volgens Kant een voorbeeld van kennis a priori.

### Transcendentale esthetica
Als we al het empirische materiaal uit onze waarnemingsvormen verwijderen, blijkt dat we lege vormen overhouden, ruimte en tijd. Kant noemt deze: zuivere vormen van onze aanschouwing.
Omdat ruimte een vorm van onze aanschouwing is, moeten alle voorwerpen die onze zintuigen registreren overeenstemmen met wat meetkunde ons a priori over ruimtelijke figuren leert. Als de objecten van onze zintuigen dingen op zichzelf zouden zijn, zou het onmogelijk zijn dat we al a priori eigenschappen over ze kunnen voorspellen. De objecten van onze zintuigen zijn echter alleen voorstellingen in onze geest, die zich daarom moeten voegen naar onze mentale waarnemingsvormen.
We nemen de dingen dus alleen waar zoals ze aan ons verschijnen, niet zoals ze op zichzelf zijn. Objectieve eigenschappen zoals lengte en aantal bestaan voor alle waarnemers, maar niet los van waarnemers. Men moet objectief (geldig voor alle waarnemers) en op zichzelf (los van een waarnemer) goed van elkaar onderscheiden. Wat de eigenschappen van een ding op zich zijn, kunnen we nooit bepalen.

### Een door noodzaak geregeerde natuur
In de transcendentale analytica onderzoekt Kant hoe objectieve ervaring mogelijk is, d.w.z. dat er natuurwetten zijn die voor iedereen geldig zijn i.p.v. een willekeurige opeenvolging van waarnemingen zoals in een droom.

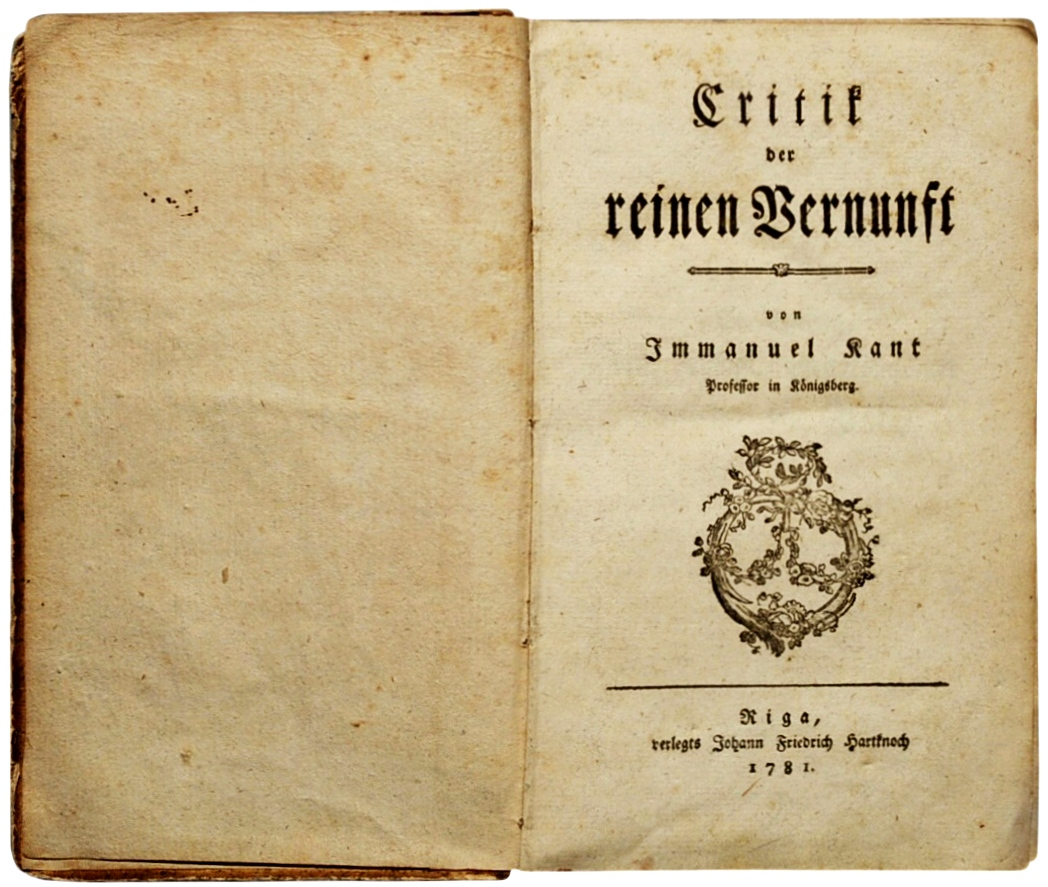
Titelblad van de uitgave uit 1781

Wanneer ik zie dat vuur een stuk hout verbrandt, zou, als dit toevallig was gebeurd, ik nooit kunnen voorspellen wanneer dit opnieuw zal plaatsvinden. Maar als dit vuur het stuk hout noodzakelijk verbrandt, dan kan ik voorspellen dat onder dezelfde omstandigheden een stuk hout altijd zal branden. De aanname dat de dingen in de natuur noodzakelijk plaatsvinden is een vooronderstelling voor het vinden van specifieke natuurwetten.
Hume had uiteengezet dat het opeenvolgen van waarnemingen ons nooit leert dat de opeenvolging noodzakelijk plaatsvond. Het begrip noodzakelijkheid kan daarom niet aan de ervaring ontleend zijn, maar moet al a priori in ons verstand geworteld zijn. Het begrip noodzakelijkheid, of causaliteit, maakt objectieve ervaring pas mogelijk.
Als de voorwerpen van onze ervaring dingen op zichzelf zouden zijn, is het onmogelijk dat we er a priori al iets over kunnen zeggen, namelijk, dat de ene toestand gedetermineerd wordt door de vorige toestand (de vorige toestand, de aanwezigheid van het hout, zuurstof en een vonk, determineert dat de volgende toestand plaats moet vinden, de toestand van het vuur dat hout verbrandt). Objecten zijn echter geen dingen op zichzelf, maar alleen verschijnselen in onze geest, en moeten zich voegen naar de wetten die ons verstand aan hen oplegt.

## Nederlandse vertaling
- Kritiek van de zuivere rede, ten geleide, vert. en annotaties Jabik Veenbaas en Willem Visser, 2004. ISBN 9789053527023